# Datafolha
O Datafolha é um instituto de pesquisas do Grupo Folha, conjunto de empresas coligadas do qual o jornal Folha de S.Paulo faz parte. Fundado em 1983, como departamento de pesquisas da Folha da Manhã, estabeleceu-se com estrutura independente para atender a clientes externos em 1990. Em 1995, foi transformado em unidade de negócios do Grupo Folha.
O instituto realiza levantamentos estatísticos, pesquisas eleitorais, de opinião e de mercado, atendendo ao próprio Grupo Folha e a clientes externos. O instituto não faz pesquisas eleitorais e avaliações de administrações públicas exclusivas para governos, partidos, candidatos e políticos. Em fevereiro de 2016, havia realizado mais de 6 mil pesquisas, totalizando mais de 9 milhões de entrevistas.
Criado por Luiz Frias (nascido em 1964) é o presidente do Conselho de Administração das empresas Grupo Folha e Universo Online (UOL). com sede em São Paulo, Brasil.

## Controvérsias

### Protestos antigovernamentais de 2016
No dia 13 de março de 2016, num dos protestos antigovernamentais de 2016, o Datafolha contabilizou 500 mil pessoas no ato da Avenida Paulista, em São Paulo, usando metodologia de amostragem em solo adotada desde 2011 para estimar o tamanho de multidões móveis em eventos como a Parada Gay e os protestos ocorridos a partir de 2013.
Organizadores de protestos rotineiramente manifestam seu desagrado com os números, por considerá-los baixos. A convite dos organizadores do protesto do dia 13, um levantamento da empresa israelense StoreSmarts afirmou ter contabilizado 1,48 milhão de pessoas na manifestação da Avenida Paulista, pela contagem endereços de IP de smartphones detectados na região.

### Processo de impedimento contra Dilma Rousseff
Em 16 de julho de 2016, o diário do grupo, Folha de S.Paulo, publicou a manchete "Para 50% dos brasileiros, Temer deve ficar; 32% pedem volta de Dilma", embasada numa pesquisa realizada pelo Datafolha nos dois dias anteriores.
Dias depois, o jornalista Glenn Greenwald acusou a Folha de S.Paulo de "fraude jornalística". Escrevendo para o periódico eletrônico Intercept, postulou que é "simplesmente inconcebível" que, em "apenas três meses", a parcela de brasileiros favoráveis a chamada de novas eleições presidenciais tenha caído, de 60, para 3%, e a daqueles que desejam a continuidade do Governo Michel Temer tenha "disparado", de 8, para 50%. "É simplesmente impossível entender como seria possível a manchete da Folha ser verdadeira."
Com a posterior revelação de detalhes metodológicos utilizados pelo instituto, Greenwald ressoa os questionamentos interpostos pelo, também jornalista, Alex Cuadros. Os dois entendem que as perguntas feitas aos entrevistados teriam sido manipuladas para prejudicar Dilma Rousseff durante votação do processo de impedimento contra si.
Procurada pelo Intercept, Luciana Schong defende o instituto alegando que "foi a Folha, não o Datafolha" que estipulou as perguntas a serem feitas aos entrevistados. Para ela, o uso da frase "Para 50% dos brasileiros, Temer deve ficar", pela manchete do jornal, foi indevido.